# Ton van de Ven (ontwerper)
Antonius Hendrikus Maria (Ton) van de Ven (Eindhoven, 1 januari 1944 – Tilburg, 16 september 2015) was een Nederlands ontwerper. Hij is vooral bekend geworden door zijn werk als creatief directeur voor het attractiepark de Efteling.

## Leven en werk
Op 11-jarige leeftijd leerde hij de Efteling kennen tijdens een schoolreisje. Hoewel hij eigenlijk wat teleurgesteld was door de vele poppen die toen nog niet bewogen en niets zeiden, lag het park vanaf dat moment opgesloten in zijn hart. "De Efteling draag je ook als volwassene met je mee," aldus Van de Ven.
In 1965, afgestudeerd in 1963 van de Design Academy (toen nog de Akademie voor Industriële Vormgeving)  in Eindhoven, solliciteerde Van de Ven bij de Efteling op een advertentie in het Eindhovens Dagblad. Bij het sollicitatiegesprek was ook de toenmalige ontwerper Anton Pieck aanwezig. Deze sprak tijdens het hele gesprek geen woord, maar stelde Van de Ven uiteindelijk één vraag: "Beheerst u het perspectief?" De jonge ontwerper maakte een leugentje om bestwil, liep nog even terug nadat hij de ruimte had verlaten en zei "Heren, ik wil deze baan, heel graag". Hij wachtte niet af op reactie en sloot de deur, en de rest is geschiedenis: langzaam maar zeker nam hij de belangrijkste ontwerptaken over van de gezichtsbepalende ontwerper van het park, voor wie hij veel bewondering had. Al snel leerde Van de Ven zichzelf de tekenstijl van zijn voorganger aan en creëerde, op zijn manier, ontwerpen die harmonieus pasten binnen het reeds bestaande arsenaal aan attracties, sprookjes en eigenzinnige gebouwen.
Vaak wordt gedacht dat hij Piecks leerling was, maar Van de Ven bewoog zich slechts in een korset van het Pieckeriaanse denken en zette zich in voor het behoud van die unieke Efteling-sfeer in het park. Zijn ontwerpen ontstonden door denken, tekenen, zoeken, fantaseren, weggooien, tekenen, weggooien... Van de Vens tekenkunsten en creatieve geest, in combinatie met zijn technisch inzicht, zorgden voor een aantal opmerkelijke attracties in de Efteling. Als eerste vroeg Pieck hem om wat schetsen te maken voor het te bouwen sprookje "De Indische waterlelies", waar Pieck zo van onder de indruk was dat hij Van de Ven volledig in vertrouwen nam.
Niet veel later nam Van de Ven echter alweer afscheid van de Efteling, om zich in Duitsland te ontwikkelen in een internationaal opererend toeleveringsbedrijf voor de attractieparken en de entertainmentsector. Enkele jaren later keerde hij echter toch weer terug naar het park en kwam, op basis van ontwerpen van Anton Pieck, het Diorama tot stand, waaraan een team onder leiding van Van de Ven maandenlang heeft gezaagd, gegipst en gemodelleerd. In 1974, toen Anton Pieck zich meer adviserend terugtrok uit het park, werd Van de Ven creatief directeur van de Efteling.
Zijn eerste eigen grote project was het Spookslot (1978), een attractie vanwege het vijfentwintigjarige jubileum van het park. De spookruïne, waarin ook nog ontwerpen van Anton Pieck zijn verwerkt, gold destijds als grootste spookslot van Europa.
Volgens liefhebbers van zijn werk bereikte Van de Ven zijn hoogtepunt met Fata Morgana - De Verboden Stad, een reis door de sprookjes van Duizend-en-één-nacht. Bijna acht jaar lang werkten hij en zijn team aan de attractie die in 1986 opende voor het publiek. Ook Droomvlucht, waarin de bezoeker wordt meegenomen op een reis door de wereld van elfen, trollen en andere fabeldieren, is vandaag de dag nog steeds een grote publiekstrekker.
Midden jaren 90 ontwierp hij een kolossaal poortgebouw dat als nieuwe entree zou dienen als vervanging van de voormalige Ingang West. Dit gebouw, bestaand uit steen, hout en riet werd ongetwijfeld een van de meest opzienbarende blikvangers van de regio. Het kreeg de naam Het Huys van de Vijf Zintuigen vanwege de vijf palen waar het gigantische rieten dak op rust, die worden bekroond met natuurrood Rijnlandse rietvorsten en spitse metalen punten. Volgens Van de Ven is de stijl een mengelmoes van de bouwstijl op Sumatra, het Volk van Laaf en van een vleugje Anton Pieck. Het gebouw werd in 1996 in gebruik genomen.
-
In hetzelfde jaar haalde Van de Ven het fenomeen Haunted Swing, dat vaak op kermissen te vinden was, naar de Efteling. Een grote compleet gethematiseerde versie van de attractie verscheen in het gestalte van Villa Volta. Een unicum op attractiegebied, en dit type werd omgedoopt tot Madhouse. In navolging van dit idee van Van de Ven schoten verschillende madhouses over de hele wereld als paddenstoelen uit de grond.
De indoor-achtbaan Vogel Rok, luchtigjes gebaseerd op de reizen van Sinbad de zeeman, werd door budgettekorten minder goed uitgewerkt en daardoor een van de minder populaire attracties van het park. Toch won het park, mede door de bijdragen van Van de Ven, verschillende prijzen. In het voorjaar van 2002 werd Van de Ven door burgemeester Weierink van de gemeente Loon op Zand onderscheiden als Ridder in de Orde van Oranje-Nassau.
De laatste vijfentwintig jaar had Van de Ven het fundament gelegd voor toekomstige ontwikkelingen van het park. Zo opende de Efteling het seizoen van 2002 met het in de vorm van een sprookjeskasteel opgetrokken Efteling Theater, dat het begin zal vormen van het nieuwe uitgaanscentrum in het park. Buiten de reguliere parkshows en speciale shows is er nu een restaurant met een eigen theater.
In 2003 werd het Anton Pieckplein in het park drastisch gerenoveerd en uitgebreid aan de hand van ontwerpen van Michel den Dulk, ontwerpen waar dezelfde unieke Pieckstijl in uitblinkt die Van de Ven jarenlang heeft gehanteerd.
Begin 2003 nam Van de Ven afscheid van het park en ging met VUT. Hoewel hij sindsdien, zoals hij zelf zei, eindelijk tijd had voor zijn eigen hobby's (waaronder het maken van grote schilderijen en het maken van beelden), zal hij het park nog vaak bezoeken. Ter gelegenheid van het vertrek van de creatief directeur werd een gedeelte van de Sint Nicolaasplaets (bij Droomvlucht) omgedoopt tot Ton van de Ven-plein, zodat zijn naam ook zichtbaar aan het park verbonden zal blijven.
Van de Ven zag zijn tekeningen en ontwerpen vooral functioneel. Ze hadden als doel om tot een creatie in de Efteling te leiden. Zijn ontwerpen wilde hij dan ook niet verheffen tot kunst. 
Ondanks deze opvatting gaf Van de Ven in 2010 toestemming aan het Anton Pieck Museum in Hattem om een expositie van zijn werk te organiseren. Van 16 april 2010 tot 1 september 2010 was deze expositie te bezichtigen. Daarmee exposeerde Van de Ven voor het eerst (en ook voor het laatst). Tijdens de opening van de expositie vertelde hij over zijn leven en werk.
Van de Ven heeft een adviserende rol gespeeld tijdens de ontwerpperiode voor de decoratie van de attracties Djengu River en Dwervelwind in Attractiepark Toverland.

### Privé
Ton van de Ven was getrouwd en had drie kinderen.

### Overlijden
Ton van de Ven werd op 15 september 2015 in het St. Elizabeth Ziekenhuis in Tilburg opgenomen in verband met een hersenbloeding. Een dag later overleed hij aan de gevolgen ervan.

## Efteling-portfolio

### Attracties
- Spookslot (1978-2022)
- Halve Maen (1982)
- Piraña (1983)
- Polka Marina (1984-2020)
- De Oude Tufferbaan (1984)
- Bobbaan (1985-2019)
- Fata Morgana (1986)
- Pagode (1987)
- Het Volk van Laaf (1990)
- Droomvlucht (1992, geopend voor publiek 1993)
- Gondoletta (revisie bootjes 1994)
- Villa Volta (1996)
- Vogel Rok (1998)
- Kinderspoor (revisie 2000)
- Danse Macabre (2024), Oude elementen uit het Spookslot werden hergebruikt bij de Danse Macabre. De dirigent is ook gemaakt a.d.h.v.een ontwerptekening van Van de Ven.

### Sprookjes
- Sneeuwwitje (revisie i.s.m. Anton Pieck, 1975)
- Hans en Grietje (revisie i.s.m. Anton Pieck, 1977)
- Langnek (revisie, 1978/1979)
- Draak Lichtgeraakt (1979)
- Het Kabouterdorp (uitbreiding, 1980)
- Doornroosje (revisie, 1981)
- De Magische Klok (revisie, 1984)
- De Vliegende Fakir (revisie, 1987)
- De trollenkoning (1988)
- Klein Duimpje (1998)
- Repelsteeltje (1998)
- De Chinese nachtegaal (nieuwe uitvoering, 1999)
- Raponsje (2001)

### Overige
- Holle Bolle Ballentent (Game Gallery) (1981-2004)
- Inca Gijs (1983)
- Tiroler Gijs (1988)
- Huis van de Vijf Zintuigen (1995)
- Efteling Theater (2002)
- Gedicht van het meisje met de zwavelstokjes (2004)

## Trivia
- Ton van de Ven sprak de stem(men) in van de tempelwachters op het plein van de Indische Waterlelies en van de Holle Bolle Gijs op het Herautenplein, en de Gijs tegenover het Carrouselpaleis. Verder is het gesnurk van de reus in het Sprookjesbos ook van Ton van de Ven.
- In de attractie Villa Volta is het gezicht van Ton van de Ven te zien op het schilderij naast Hugo Van den Loonsche Duynen.